# St. Aegidius (Buschdorf)

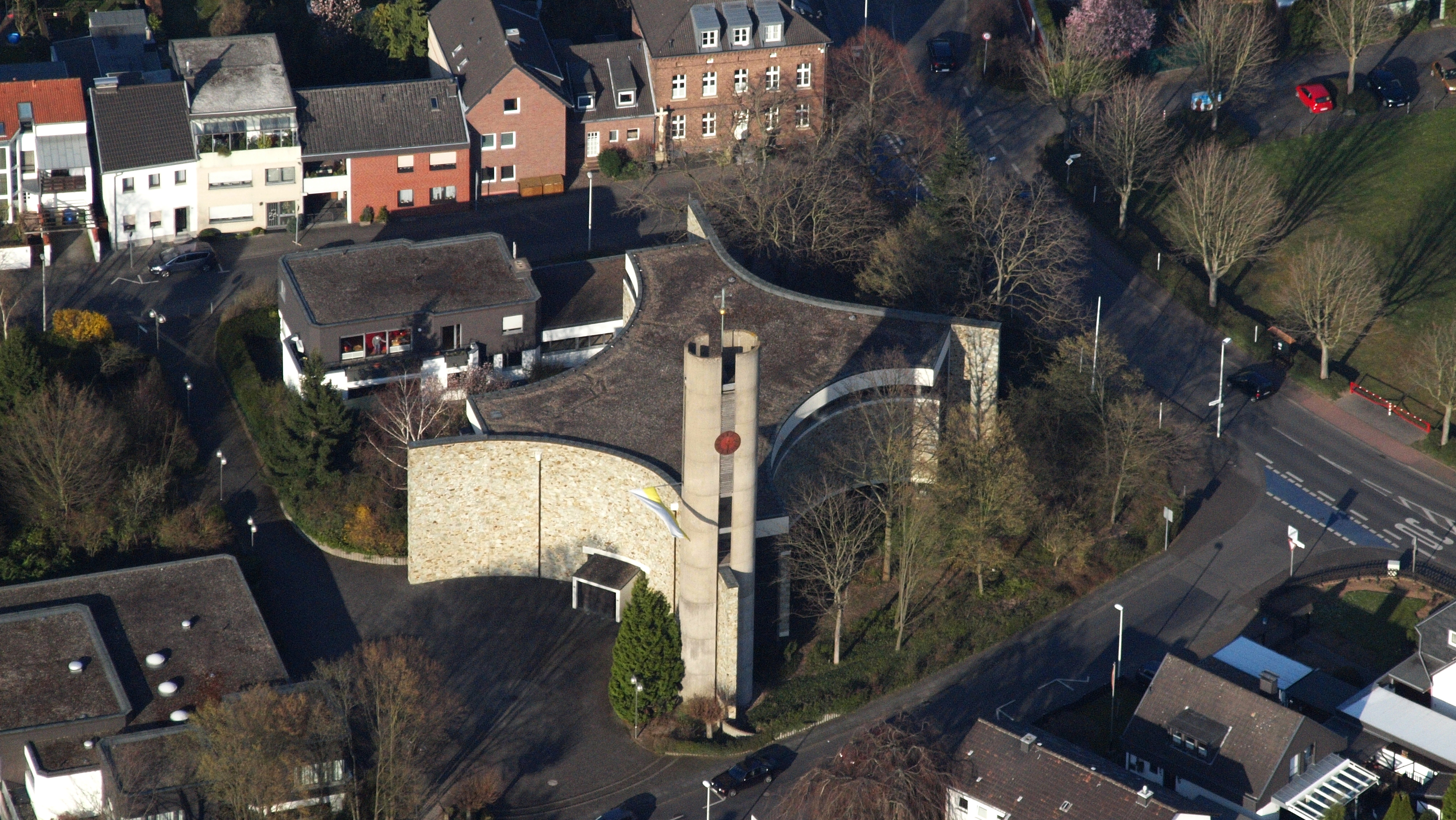
April 2015, Luftaufnahme der Kirche aus südwestlicher Richtung

Die katholische Pfarrkirche St. Aegidius im Bonner Ortsteil Buschdorf gehört seit dem Jahr 2013 zur Katholischen Kirchengemeinde St. Thomas Morus. Der Entwurf zu dem außergewöhnlichen Kirchenbau war eines der letzten Projekte des Architekturprofessors und Kirchenbauspezialisten Johannes Krahn. Das Bauwerk entstand Ende der 1970er Jahre und ersetzte die bis dahin genutzte Aegidiuskapelle in Buschdorf als Pfarrkirche. 

## Geschichte
Vermutlich war Buschdorf (damals ein Weiler) bereits zur Zeit der ersten urkundlichen Nennung der Graurheindorfer Pfarrgemeinde im Jahr 1131 ein Sprengel dieser Pfarrei. Bis zur Erlangung der pfarrlichen Eigenständigkeit im Jahr 1977 erfolgte die Ablösung schrittweise. Im Jahr 2002 erzwang der Priestermangel der katholischen Kirche die Zusammenlegung von vier Pfarreien, darunter die Buschdorfer St.-Aegidius-Gemeinde, zum Pfarrverband Bonner Nordwesten. 2012 folgte dann der Zusammenschluss von Buschdorf und weiteren sieben Pfarreien  zur Pfarrei St. Thomas Morus.
1974 kam es zur Ausschreibung eines Architekturwettbewerbs zu einem Kirchenneubau in Buschdorf, den das Architektenteam Hausen-Rave aus Hiltrup gewann. Der realisierte Entwurf von Johannes Krahn entstand ebenfalls 1974, seinem Todesjahr. 1977 erfolgte der Abriss leerstehender Gebäude des Buschdorfer Klosterhofs, um Bauland für die neue Kirche und das Pfarrzentrum zu schaffen. Der Bau wurde in den Jahren von 1978 bis 1980 durch eine Frankfurter Architektengemeinschaft (Krahn, Lorenz und Sauer) unter Beteiligung des Krahn-Sohnes (ebenfalls: Johannes Krahn) ausgeführt. Die Kirchweihe erfolgte am 30. März 1980 durch den Weihbischof Josef Plöger.
Seit Fertigstellung der neuen Pfarrkirche wird die vormals genutzte gleichnamige Kapelle zur Unterscheidung als Alt St. Aegidius bezeichnet.

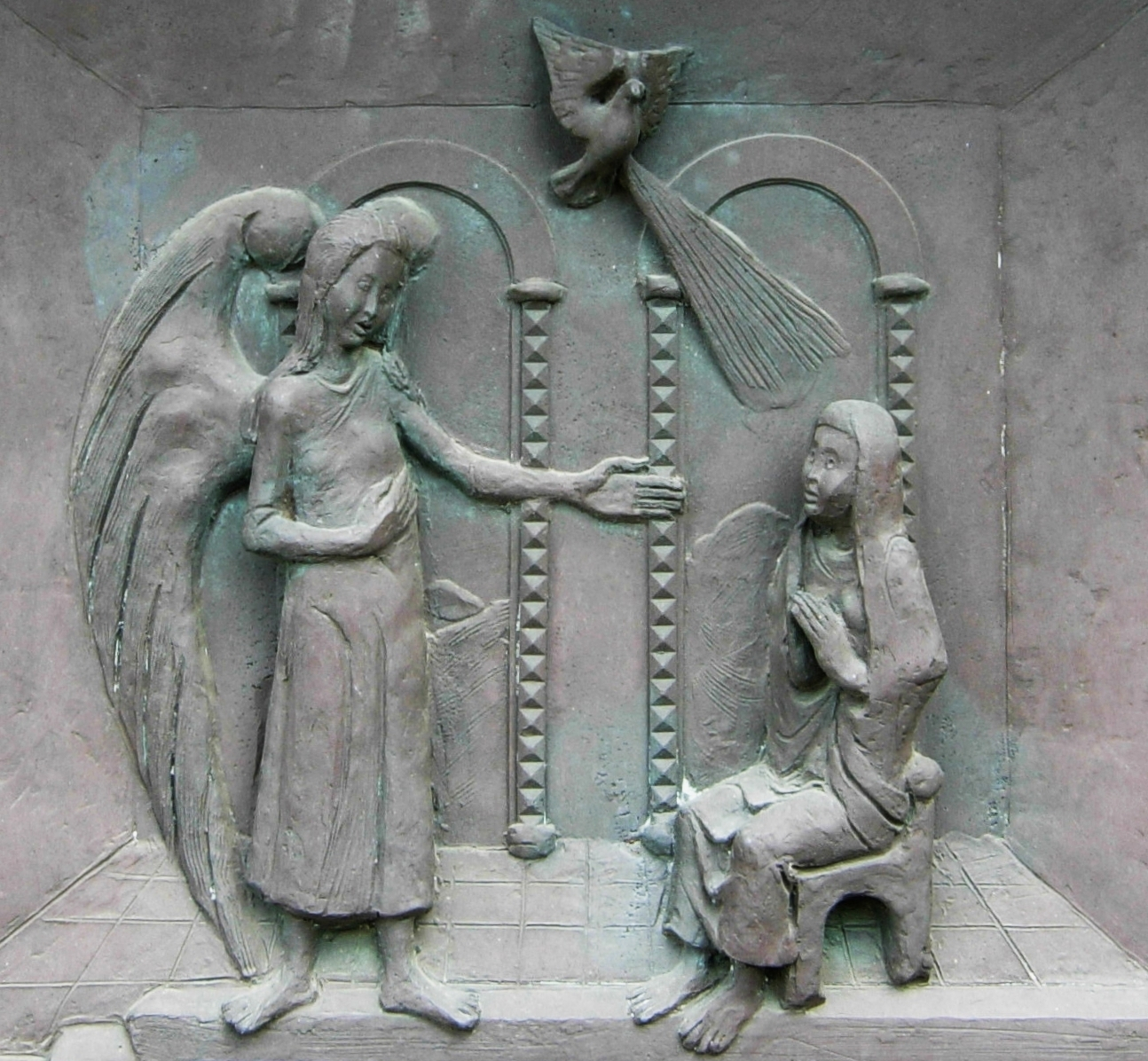
Sepp Hürten: Mariä Verkündigung, Relief am Bronzeportal (1989), Foto aus dem Jahr 2010

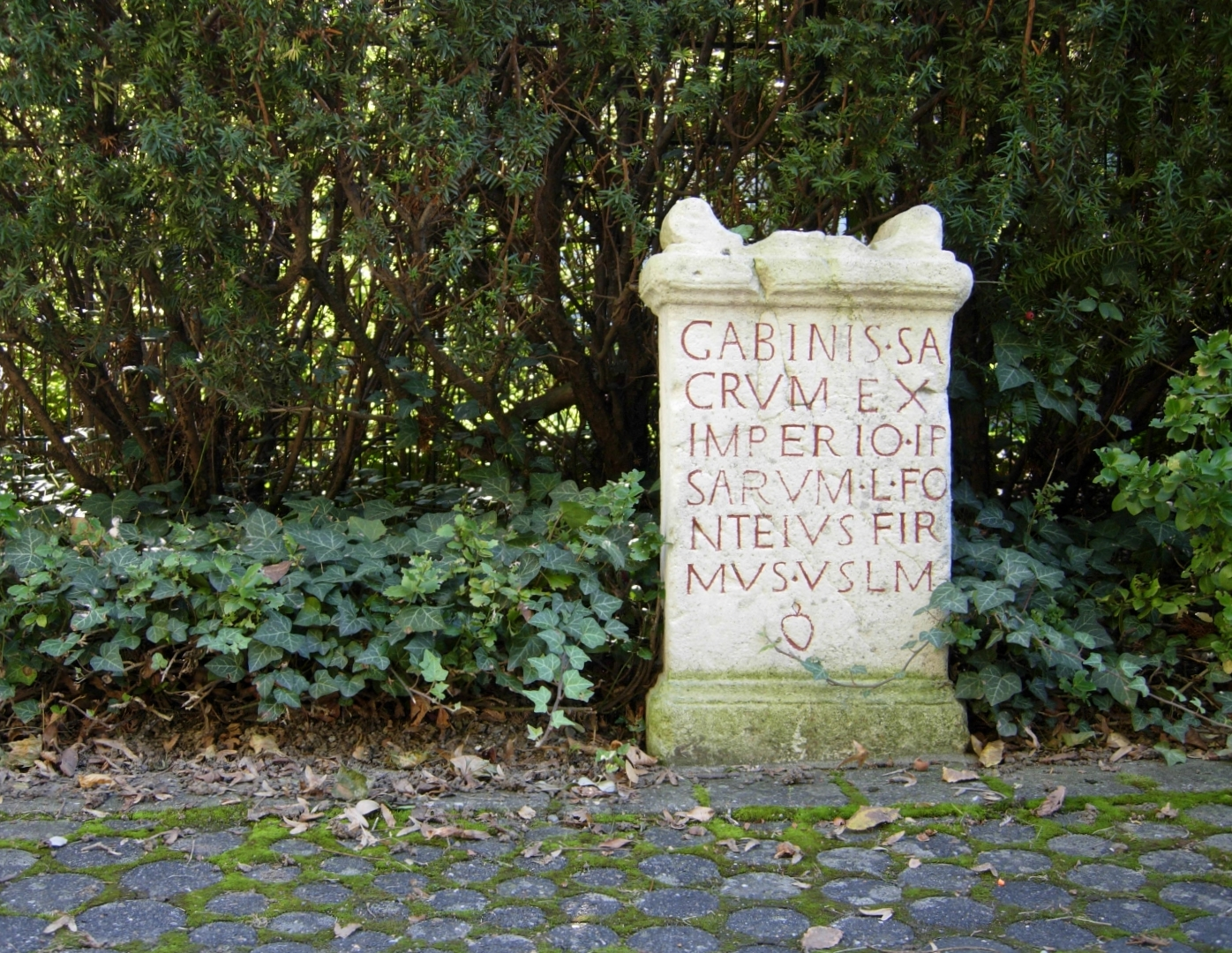
Kopie eines Matronensteins aus dem 2. Jahrhundert, September 2007

## Architektur und Ausstattung
Die Architektur des Kirchenbaus ist im Äußeren wie im Inneren auffällig. Der Grundriss der Kirche symbolisiert in der Form eines eher organischen Kreuzes den Opfertod Christi. Alle vier Außenwände sind einwärts (konkav) geschwungen, die Lichtführung schafft einen eigenwilligen Raumeindruck. Die massiven Betonwände sind innen wie außen mit Bruchstein verkleidet. Durch horizontale und vertikale Fensterbänder wirken diese Wände außen filigraner; im Innenbereich sorgen sie für Licht und Weite. Der ovale aus zwei Betonschalen bestehende Kirchturm steht an einer der vier Ecken des Gebäudes, welches mit einem Flachdach ausgestattet ist. Dem Zeitgeist entsprechen auch zwei moderne Flachdachbauten die zum Pfarrei-Ensemble gehören. Im Lexikon Religion in Geschichte und Gegenwart wird dem Kirchenbau eine „Rückbesinnung auf die transzendente Qualität“ sowie eine Anmutung durch „klare geometrische Formen, ausgesuchte Materialien und Techniken und subtile Lichtwirkungen“ bestätigt.
Für den Kircheninnenraum fertigte Bildhauer Sepp Hürten 1980 die Ausstattung in Bronze und Stein: das zweiseitige Altarkreuz (mit Motiven zum toten und zum auferstandenen Christus), der Zelebrationsaltar, der Tabernakel auf einer Stele, der Taufstein, 14 Kreuzwegreliefs sowie ein fünfarmiger Marienleuchter mit einem Rosenmotiv. Aus der Buschdorfer Aegidius-Kapelle stammt die hölzerne Pietà eines unbekannten Künstlers aus dem 20. Jahrhundert. Ab 1986 schuf Hürten auch das Eingangsportal aus Bronze mit Reliefs zum apostolischen Glaubensbekenntnis.
Die Orgel stammt aus dem Jahr 1981 und wurde von der Firma Klais aus Bonn gebaut. Der ungewöhnliche Orgelturm ist sechseckig, um der Raumstruktur gerecht zu werden. Die Orgel verfügt über zwei Manuale und 22 Register. Konstrukteur war Hans Gerd Klais. Zum 25-jährigen Orgeljubiläum spielte der Organist des Bonner Münsters, Markus Karas, im Dezember 2006 in der Buschdorfer Pfarrkirche.
Das Geläut entstand in der Firma Rincker in Sinn im Jahre 1979. Die vier den Evangelisten geweihten Glocken erklingen in den Tönen gis1, ais1, cis2 und dis2.
Die Kopie eines 1964 in der Nähe gefundenen Matronensteins wurde auf dem Kirchengelände südostwärts des Pfarrhauses aufgestellt; das Original befindet sich im Rheinischen Landesmuseum. Ebenso erhielt ein historischer Grenzstein aus Basaltlava mit Bonner Stadtwappen und Datierung (1549) aus Dransdorf auf dem Kirchvorplatz seine Aufstellung.